# دایشی هیراماتسو
دایشی هیراماتسو (انگلیسی: Daishi Hiramatsu؛ زادهٔ ۳ ژوئیهٔ ۱۹۸۳) بازیکن فوتبال اهل ژاپن است.
از باشگاه‌هایی که در آن بازی کرده‌است می‌توان به باشگاه فوتبال توکیو اشاره کرد.